# 大岬伝左衛門
大岬 伝左衛門（おおみさき でんざえもん、1893年3月5日 - 1926年12月23日）は、大正時代の力士。二十山部屋所属。本名は川浪 伝左衛門。青森県北津軽郡三好村（現五所川原市）出身。最高位は西十両筆頭。

## 来歴
1910年元横綱小錦の二十山部屋一行が五所川原で巡業を行った際、同郷の十三ノ浦の勧めで入門。翌1911年2月場所「清水川」の四股名で初土俵を踏む。順調に出世し、1914年1月場所から「大岬」に改名した。1917年1月場所新十両。この場所は1勝しかできず翌場所幕下に落ちたが、4勝1敗と勝ち越し十両復帰を果たした。1919年1月場所西十両4枚目まで躍進。この場所勝ち越して千秋楽に勝って星を増やせば入幕確実だったが、対戦相手の綾川と引き分けた。この一番は「八百長」と断定され、翌場所の大岬の入幕は見送られた。その場所で自己最高位の西十両筆頭まで上がったが、3勝4敗と負け越し、1921年5月場所で幕下に落ちた。その後幕下で取り続けたが1924年1月場所限りで廃業した。
廃業後は郷里に帰り、農業に従事したが、1926年に33歳で死去した。